# Владимиров, Пётр Владимирович
Пётр Владимирович Владимиров (31 декабря 1854, Казань — 1902, Российская империя) — профессор университета святого Владимира по кафедре русского языка и словесности.

## Биография
После окончания Казанского университета был оставлен для приготовления к профессорскому званию. Занимался изучением древнерусских рукописей и старопечатных книг в московских и петербургских книгохранилищах.
В 1885 году защитил в Казани магистерскую диссертацию «Великое Зерцало», а в 1888 году получил в Петербурге степень доктора русской словесности за монографию «Доктор Франциск Скорина: его переводы, печатные издания и язык».
С конца 1880-х годов профессор Киевского университета.
Автор работ, написанных на основе рукописных и старопечатных материалов.

## Сочинения
Был одним из авторов «Энциклопедического словаря Брокгауза и Ефрона».

- Владимиров П. В. Доктор Франциск Скорина: Его переводы, печатные издания и язык. — СПб.: Тип. Императорской акад. наук, 1888.
- «Очерки из истории общественного движения на Севере России во второй половине XVII в.» («Ж. M. H. П.», 1879),
- «Обзор южно-русских и западно-русских памятников письменности от XI до XVII ст.» («Чтение в Общ. Нестора летописца», кн. IV, 1890)
- несколько статей о Гоголе («Киев. унив. изв.», 1891).